# Airiños do Parque de Castrelos
Airiños do Parque de Castrelos es un grupo de gaitas que interpreta música tradicional gallega, fundado en la parroquia viguesa de Castrelos en 1943 y todavía en activo.
Surgido durante el periodo más duro de la posguerra española, estuvo muy vinculado durante sus primeros años a la Sección Femenina de Falange como muchos otros grupos folclóricos de distintas regiones españolas, que fueron utilizados por el régimen franquista como elementos cohesionadores en una España rota por la Guerra Civil.
En 1978 participó por primera vez en el Festival Intercéltico de Lorient junto con la Escola de gaitas de Ortigueira y el grupo lucense Fuxan os Ventos. Regresó a ese festival en 1981, en esta ocasión con Milladoiro y Xocaloma, entre otros grupos gallegos, y en virtud del acuerdo de hermanamiento firmado ese mismo año entre las ciudades de Lorient y Vigo, que establecía entre otras cosas la invitación permanente de un grupo musical vigués al Festival Intercéltico, volvió a actuar en las ediciones de los años 1982, 1984 y 1985.
En 1980 participaron en la tercera edición del Festival de Ortigueira y en 1993 recibió el galardón Vigués distinguido como homenaje a sus 50 años en activo. Ese mismo año publicaron el disco Grupo Tradicional Airiños do Parque de Castrelos y el libro conmemorativo Grupo de gaitas "Airiños do parque de Castrelos" : 1943-1993.
Desde 1970 es un grupo fijo en las celebraciones del Día da muiñeira que se celebra anualmente en Vigo.